# Cruise (film)
Cruise è un film del 2018 diretto da Robert Siegel.
Con protagonisti Spencer Boldman ed Emily Ratajkowski, è stato pubblicato direct-to-video a settembre 2018 dalla Vertical Entertainment.

## Trama
Estate 1987. Gio Fortunato, un italo-americano, dedica la sua vita alle corse automobilistiche e alle donne. La sua vita inizia a cambiare quando incontra Jessica Weinberg, una ragazza ebrea di Long Island.

## Distribuzione
A maggio 2018, Vertical Entertainment ha acquistato i diritti di distribuzione del film in Canada e negli Stati Uniti. Il film è stato pubblicato dircet-to-video il 28 settembre 2018.